# Các tiểu bang Trung Đông Bắc

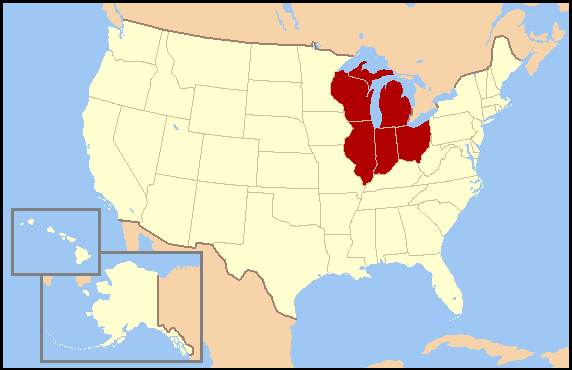

Các tiểu bang Trung Đông Bắc Hoa Kỳ (tiếng Anh: East North Central States) hình thành một trong số chín phân vùng địa lý của Hoa Kỳ, được Cục điều tra dân số Hoa Kỳ chính thức công nhận.
Phân vùng này gồm có 5 tiểu bang: Illinois, Indiana, Michigan, Ohio, và Wisconsin. Nó là một trong hai phân vùng được sử dụng để xếp loại vùng địa lý có tên gọi là "Trung Tây"; phân vùng kia là Các tiểu bang Trung Tây Bắc (hay các tiểu bang Đại Bình nguyên Hoa Kỳ). Vùng này gần như trùng với khu vực của Lãnh thổ Tây Bắc, trừ một phần của Minnesota.
Phân vùng Trung Đông Bắc được định dạng cao là khu vực sản xuất với tên gọi "Manufacturing Belt" (nghĩa là Vùng Vành đai Sản xuất) mặc dù cái tên này cũng còn dùng với ý nghĩa bao gồm cả phần trên của tiểu bang New York và phía tây Pennsylvania. Các tên khác để chỉ phân vùng này còn có Vùng Ngũ Đại Hồ (Bắc Mỹ) (mặc dù tên như vậy thường được dùng để chỉ tất cả các tiểu bang và các tỉnh của Canada có ranh giới với Ngũ Đại Hồ, vì thế bao gồm cả tiểu bang New York, Pennsylvania, Minnesota và Ontario) và "Bắc Duyên hải".